# Рядики
Рядики — деревня в Козельском районе Калужской области. Входит в состав Сельского поселения «Деревня Лавровск».
Расположена примерно в 10 км к западу от города Козельск.

## Население
На 2010 год население составляло 2 человека.